# Jean VI d'Aumont
Pour les articles homonymes, voir Aumont.
Jean VI d'Aumont, dit le Franc Gaulois, comte de Châteauroux et baron d’Estrabonne, né en 1522 à Châteauroux et mort le 19 août 1595 à Rennes des suites de ses blessures au siège du château de Comper, est un maréchal de France.

## Biographie

### Origines et famille
Jean VI d'Aumont est issu d'une ancienne famille noble originaire de Picardie, dont la généalogie remonte au XIIIe siècle.
Né au château du Parc à Châteauroux, Jean VI d'Aumont est le fils de Pierre III d'Aumont, seigneur d'Estrabonne et Nolay, gentilhomme de la chambre du roi, et de Françoise de Sully (issue de la branche cadette de Beaujeu, Cors et Romefort en Berry, venue de Gilon II sire de Sully). Il épouse 1° en 1559 Antoinette Chabot, fille de Philippe Chabot de Brion, amiral de France, comte de Charny et Buzançais, et de Françoise de Longwy nièce du roi François Ier ; puis 2° Françoise (de) Robertet, d'une famille forézienne. Par son fils Jacques II, issu de son premier mariage, il est le grand-père d'Antoine d'Aumont, premier duc d'Aumont, de César d'Aumont, gouverneur de la Touraine et de Roger d'Aumont, évêque d'Avranches.

### Carrière militaire
Il fait ses premières armes en Piémont comme capitaine de cavalerie sous le maréchal de Brissac. La franchise et l’ardeur de son caractère ainsi que sa prestance le firent surnommer « Le franc Gaulois ». 
Il est blessé et fait prisonnier à la  bataille de Saint-Quentin le 10 août 1557, et prend ensuite une part active à la guerre civile contre les Huguenots. Il est aux batailles de Dreux le 19 décembre 1562, Moncontour le 3 septembre 1569, au siège de La Rochelle, à la prise de Fontenay-le-Comte 1er juin 1587, de Mesle et de Lusignan. Le roi le récompensa en le faisant chevalier de l'Ordre du Saint-Esprit le 1er janvier 1579 et Maréchal de France le 23 décembre de la même année. À la mort d'Henri III, il fut l’un des premiers à se ranger auprès d'Henri IV et à lui jurer fidélité. 
Il reçut du nouveau roi le gouvernement de la Champagne. Il lutta avec vigueur contre la Ligue catholique à la bataille d'Arques en septembre 1589 notamment et se montra si vaillant à la bataille d'Ivry le 14 mars 1590 que le roi lui dit, au soir de cette victoire : « Il est juste que vous soyez du festin, après m’avoir si bien servi à mes noces ». Il participe ensuite au siège de Paris.
Il est envoyé par Henri IV pour rétablir ses affaires dans le Maine après la défaite de ses armes à la Bataille de Craon le 23 mai 1592. Il prit Mayenne, le 15 août 1592, puis fut pourvu du gouvernement de Bretagne et se consacra à soumettre cette province (il assiège Rochefort en novembre 1592), et à surveiller le Maine. 
C'est de là qu'il entama avec quelques Lavallois, Guillaume Le Clerc de Crannes, surtout, des négociations qui lui livrèrent la ville où il entra sans résistance le 27 avril 1594. 
Pendant les Guerres de la Ligue, le 17 novembre 1594, le maréchal d'Aumont prit d'assaut le "fort de Crozon" (situé en fait à la Pointe des Espagnols dans l'actuelle commune de Roscanvel) ; « presque tous les Espagnols périrent » précise Louis-Guillaume Moreau, qui rajoute : « Le siège de Crozon [en fait du fort de Crozon] fut le plus glorieux et le plus terrible qui eut lieu en Bretagne sous la Ligue ».
Ayant mis le siège devant le château de Comper, près de Rennes, il est grièvement blessé par une mousquetade et meurt des suites de ses blessures le 19 août 1595 à l’âge de soixante-treize ans. Il repose dans l'église du couvent des Cordeliers à Châteauroux.
Le maréchal d'Aumont aura servi six rois : François Ier, Henri II, François II, Charles IX, Henri III et Henri IV.

## Armoiries
| Figure | Blasonnement                                                                       |
|        | D'argent, au chevron de gueules, accompagné de 7 merlettes du même (2, 2, 1 et 2). |

## Sources partielles
- « Jean VI d'Aumont », dans Alphonse-Victor Angot et Ferdinand Gaugain, Dictionnaire historique, topographique et biographique de la Mayenne, Laval, A. Goupil, 1900-1910 [détail des éditions] (BNF 34106789, présentation en ligne)
- Christine Méry-Barnabé, Célèbres en Berry, p. 33-34, 256 p., Alan Sutton, Saint-Cyr-sur-Loire, 2006,  (ISBN 2-84910-358-6)

- Notice dans un dictionnaire ou une encyclopédie généraliste :   - Enciclopedia De Agostini